# Acura ARX-01
El Acura ARX-01 (después conocido como HPD ARX-01) es un Prototipo de Le Mans construido para las carreras de deportivos, especialmente en la American Le Mans Series. Es el primero especialmente construido por Acura, una división de Honda Motor Company, parte de su multiprograma para competir en las 24 Horas de Le Mans.
En el 2006 en el North American International Auto Show en Detroit, Acura anunció oficialmente sus planes un programa de desarrollo de un Prototipo de Le Mans para la American Le Mans Series, compitiendo inicialmente en el clase LMP2 en 2007. Acura anunció que utilizaran un chasis Lola de Courage Competition de Francia, mientras el motor será construido completamente por Honda Performance Development en los Estados Unidos. Acura planeo usar el chasis el primer año hasta construir uno el 2008, seguido de otro chasis para cambiarse a la categoría LMP1 en 2009. En el Salón del Automóvil de Detroit, Acura mostró su modificado chasis, un nuevo Courage LC75.

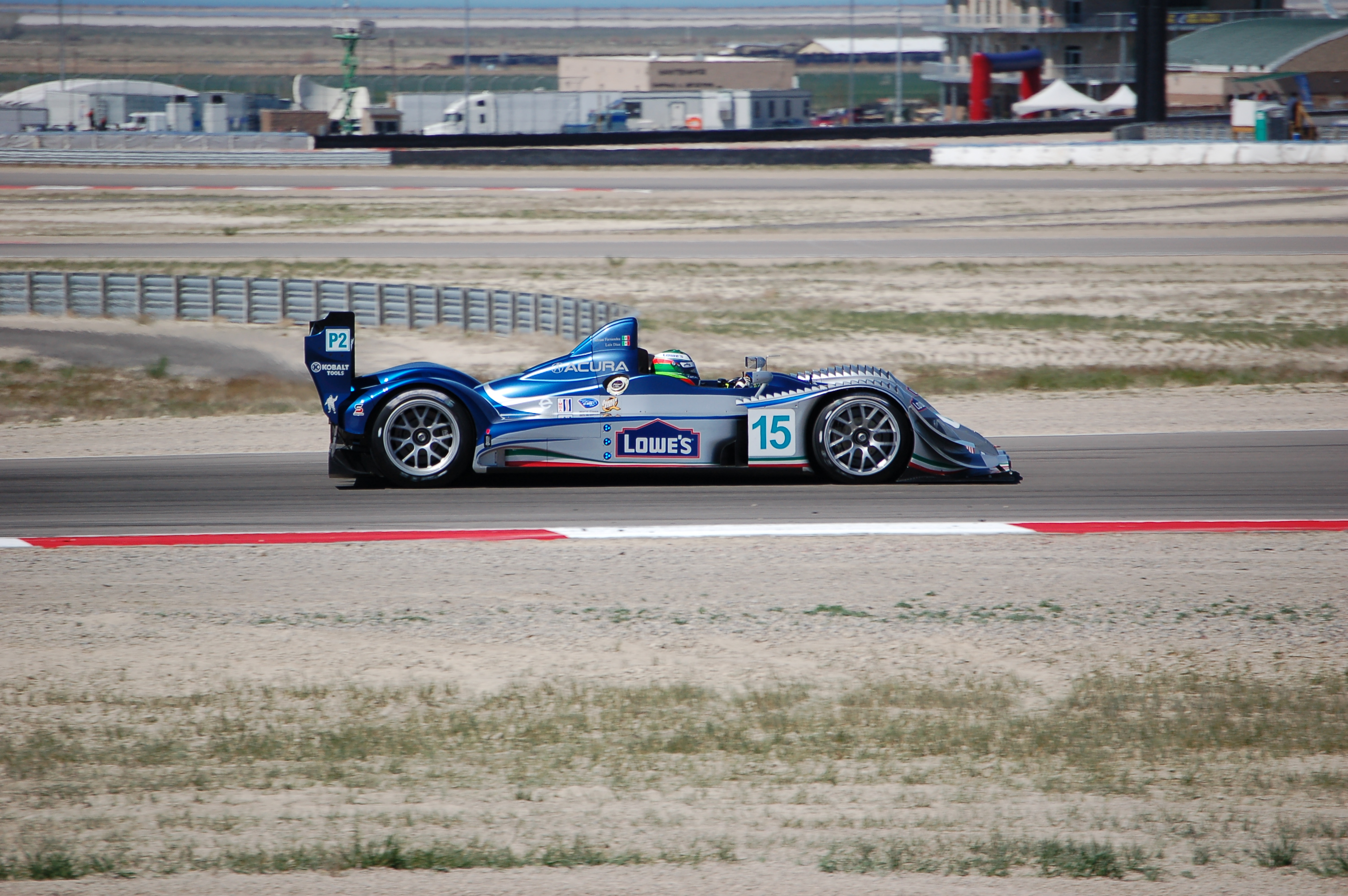
Adrián Fernández en un Acura ARX-01B en 2008

Seguido del anuncio de los tres equipos involucrados en el proyecto. Acura anunció el 2007 que cada equipo debería concentrarse en ciertos aspectos de desarrollo para el planificado auto del 2008. Andretti Green Racing y Highcroft Racing usarían el Courage LC75 y trabajar en el desarrollo del chasis y la modificación aerodinámica. El tercer equipo Fernández Racing utilizara el chasis Lola y se concentrara en el desarrollo del nuevo motor V8 de Acura. Un tercer Courage LC75 sería retenido por Honda America para el desarrollo del prototipo.
A principios del 2007, los tres equipos empezaron a probar los tres autos como también a modificarlos. En el momento del arribo de la fecha de apertura de la American Le Mans series, las 12 Horas de Sebring, los dos equipos del Courage LC75 tenían modificados sus autos a tal punto que Acura aplicó la homologación de la International Motor Sports Association (IMSA) y el Automobile Club de l'Ouest (ACO). Con la aplicación aprobada, los Acura Courage LC75 fueron renombrados como Acura ARX-01a.
Para el motor, Honda Performance Development (HPD) creó un nuevo V8 de 3.4 litros, el máximo tamaño permitido por las reglas, el primer V8 como Acura también fue el primer motor construido en Estados Unidos por Honda. Elementos del Acura V8, llamados el AL7R, comparten la arquitectura similar con el motor Honda usado en la Indy Racing League aunque ninguna de las partes son intercambiables.